# Congrès socialiste international de 1904

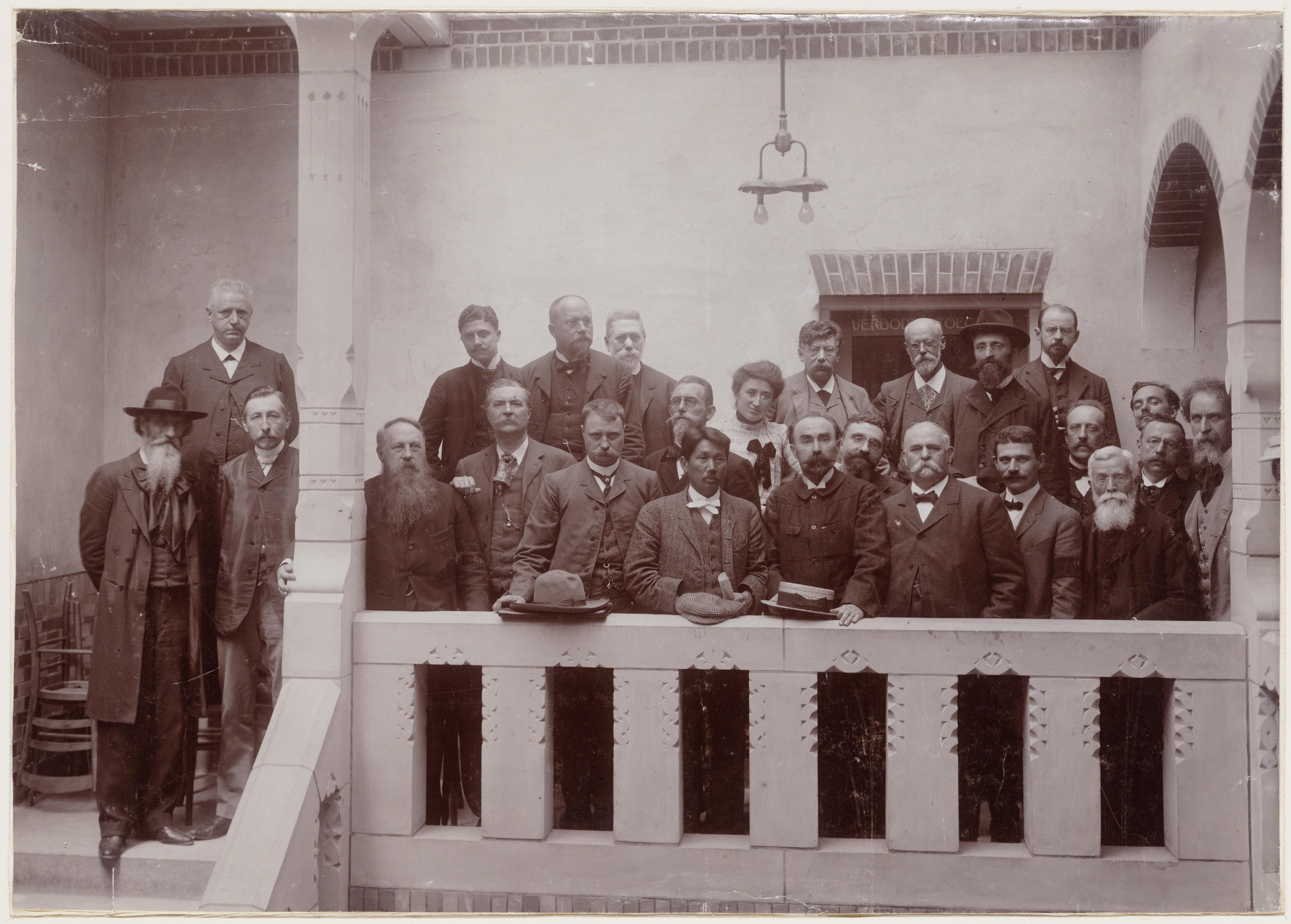
25 délégués au Congrès.

Le Congrès socialiste international de 1904 se tient à Amsterdam est le sixième congrès de l'Internationale ouvrière. 
Il se tient du 14 au 18 août 1904.

## Déroulement
Le Congrès appelle les partis socialistes et syndicats de tous les pays à se mobiliser les premiers mai pour obtenir la journée de travail de 8 heures, ainsi que pour la paix universelle.
Il appelle également les organisations socialistes à former un parti unifié dans chaque pays. En France, cette injonction conduit le Parti ouvrier socialiste révolutionnaire dirigé par Jean Allemane, le Parti socialiste de France dirigé par Jules Guesde et le Parti socialiste français de Jean Jaurès à entreprendre un rapprochement, qui mènera à leur unité en avril 1905 au Congrès du Globe pour fonder la Section française de l'Internationale ouvrière (SFIO).